# 九龍巴士290X線
九龍巴士290X線是一條新界市區巴士路線，曾經屬於九龍巴士290線的特別班次，來往康城站及荃灣西站，途經日出康城、清水灣半島、將軍澳市中心、調景嶺、尚德、寶林、翠林、康盛花園、馬游塘及安達臣道發展區，後沿290之路線來往葵涌及荃灣。康城站往馬游塘村需時40分鐘（同屬將軍澳）。
九龍巴士N290線是290系的深宵路線，來往荃灣西站及康城站，依290A及290X混合走線，在每日深宵時段開出兩班往康城，及每日清晨時段開出兩班往荃灣；往荃灣方向班次更停鑽石山站和永光書院，是九巴290系路線唯一停鑽石山及在龍翔道不是有限度停站的巴士線（停站達6個）。

## 歷史
「將荃線」290及290A線自2015年3月28日起投入服務後，一直廣受將軍澳居民歡迎，客量不斷上升，惟仍未能覆蓋將軍澳部分地區，例如位於將軍澳南的清水灣半島、峻瀅、日出康城及將軍澳工業邨一帶，居民需要轉車才能乘搭該兩條路線。
九巴及運輸署於《2016-2017年度巴士路線計劃》中，建議為環保大道一帶居民及將軍澳工業邨通勤乘客，開辦兩條特別路線290B及290X，其中290X線於上午繁忙時間由日出康城開往荃灣西站，在清水灣半島後取道寶邑路、唐明街及寶康路，然後沿290線相同走線前往葵涌及荃灣市中心，中途不經坑口及景林邨，以及不停靠寶琳路「寶達邨」分站。
2017年2月27日，本路線投入服務，單向由康城站開往荃灣西站，每週一至週五上午7時正開出一班。同年6月19日，此路線之上午班次改經安秀道前往新清水灣道，增設三個分站，而不再途經秀茂坪道及順利邨道，並增加上午6時40分的班次，同時增設下午繁忙時間回程班次，每週一至週五開出兩班，由荃灣西站開往康城站，途經安達臣道發展區。同年9月18日，此路線之上下午繁忙時段班次各增至四班；而在10月14日，此路線往荃灣西站方向不再停經安泰邨錦泰樓分站，改停安泰巴士總站。
2018年7月16日，本線往荃灣西站方向加停調景嶺站及健明邨。同年12月22日，此路線提升至全日服務，而星期一至五06:30及07:00往康城站方向的班次繞經消防及救護學院。
2018年7月17日：N290線開辦。
2020年1月5日：因環澳路興建跨灣大橋，原使用環澳路迴旋處，改用駿日街、駿昇街掉頭。
2021年10月25日：N290線在每日清晨時段增設往荃灣方向服務。
2024年6月17日：290X線延長服務時段，往荃灣往尾班車時間延遲至22:30，往將軍澳之頭班車開出時間提早至05:30;尾班車開出時間延遲至23:30，另外增設星期一至五上午由調景嶺站往荃灣西站的特別班次。

## 服務時間及班次
| 康城站開              | 康城站開     | 康城站開     | 荃灣西站開            | 荃灣西站開   | 荃灣西站開   |
| 日期                  | 服務時間     | 班次（分鐘） | 日期                  | 服務時間     | 班次（分鐘） |
| --------------------- | ------------ | ------------ | --------------------- | ------------ | ------------ |
| 星期一至五            | 05:10、05:30 | 05:10、05:30 | 星期一至五            | 06:30-09:00  | 30           |
| 星期一至五            | 06:00-06:40  | 20           | 星期一至五            | 09:35        | 09:35        |
| 星期一至五            | 06:55、07:07 | 06:55、07:07 | 星期一至五            | 10:05-17:05  | 30           |
| 星期一至五            | 07:25        | 07:25        | 星期一至五            | 17:25、17:40 | 17:25、17:40 |
| 星期一至五            | 07:50-21:50  | 30           | 星期一至五            | 17:55-18:35  | 20           |
| 星期一至五            | 22:30        | 22:30        | 星期一至五            | 18:35-23:05  | 30           |
| 星期六、日 及公眾假期 | 05:10        | 05:10        | 星期一至五            | 23:30        | 23:30        |
| 星期六、日 及公眾假期 | 05:30-07:00  | 30           | 星期六、日 及公眾假期 | 05:30-06:30  | 30           |
| 星期六、日 及公眾假期 | 07:25        | 07:25        | 星期六、日 及公眾假期 | 07:05        | 07:05        |
| 星期六、日 及公眾假期 | 07:50-21:50  | 30           | 星期六、日 及公眾假期 | 07:35-23:05  | 30           |
| 星期六、日 及公眾假期 | 22:30        | 22:30        | 星期六、日 及公眾假期 | 23:30        | 23:30        |

星期一至五（公眾假期除外）06:30及07:00由荃灣西站開出的班次途經消防及救護學校
290X（特別班次）
- 星期一至五：
  - 調景嶺站開：06:40、07:15

星期六、日及公眾假期不設服務
N290
- 每日
  - 荃灣西站開：00:50、01:20
  - 康城站開：04:20、04:40

## 收費
| 路線 | 全程收費 | 分段收費 |
| ---- | -------- | --- |
| 290X | $11.7    | - 康城站往馬游塘村或之前：$5.6 - 彩雲邨白虹樓往荃灣西站／畢架山花園往康城站：$9.7 - 葵涌道荔景邨往荃灣西站：$6.2 - 彩雲邨白虹樓往康城站：$7.2 - 安達臣道往康城站：$5.6 |
| N290 | $20.1    | - 畢架山花園往康城站：$11.3 - 葵涌道荔景邨往荃灣西站：$10.0 |

| - 本線設有12歲以下小童及65歲或以上長者半價優惠。 - 65歲或以上香港居民使用「樂悠咭」，以及12歲以下合資格殘疾兒童使用「殘疾人士身份」個人八達通繳付車資，均可享有每程$2.0或半價（以較低者為準）的票價優惠；12至64歲合資格殘疾人士使用「殘疾人士身份」個人八達通（包括「樂悠咭」），以及60至64歲香港居民使用「樂悠咭」繳付車資，均可享有每程$2.0或全費（以較低者為準）的票價優惠。 - 65歲或以上長者如使用長者或一般個人八達通繳付車資，則只可享有半價優惠；12至64歲合資格殘疾人士如不使用「殘疾人士身份」個人八達通，以及60至64歲人士如不使用「樂悠咭」繳付車資，必須繳付全費。 - 乘客可以現金或八達通於上車時付款，不設找續。 - 每位成人乘客可免費攜帶最多兩名4歲以下而不佔座位的兒童乘客乘車，超額之4歲以下小童必須繳付小童車費乘車。 - 持有「九巴月票」之乘客在車票有效期內，每日可享最多10程任何九龍巴士及龍運巴士路線（包括本路線，以及聯營路線的九龍巴士／龍運巴士提供的班次；惟乘搭機場「A」及「NA」線則可享原價二七折優惠（不會計算每天10次合資格車程））；而B1線則每日可享最多各2程（不會計算每天10次合資格車程）。 - 九龍巴士、城巴、龍運巴士及陽光巴士全職員工及家屬（不包括外判職員）可免費乘搭本路線，惟必須拍職員或職員家屬八達通。 - 乘客亦可透過多元化電子支付系統（e度嘟）繳付車資，包括使用非接觸式VISA卡、JCB卡、萬事達卡、銀聯卡、美國運通、大來國際、Discover Card、Apple Pay、Google Pay、Samsung Pay、AlipayHK「易乘碼」、支付寶、WeChatHK／微信支付「搭車碼」、銀聯雲閃付「乘車碼」及BOC Pay「乘車碼」。乘客使用此付款方式，使用此支付方式的乘客可享有中途下車之分段收費，以及與其他九巴／龍運獨營路線或聯營線九巴／龍運班次之轉乘優惠，惟不適用於與非九巴／龍運路線之轉乘優惠，亦不能享有「公共交通費用補貼計劃」及「長者及合資格殘疾人士公共交通票價優惠計劃」。 - 帶粗體字者為雙向分段收費，乘客必須使用八達通（九巴月票除外）上車拍卡繳費，並於下車前後於指定巴士站裝設拍卡機確認八達通，方可享有分段收費優惠。 |

### 八達通轉乘優惠
乘客登上本線後150分鐘內以同一張八達通卡轉乘以下路線（轉乘213M或214為120分鐘內），或從以下路線登車後150分鐘內（213M為60分鐘，214為90分鐘）以同一張八達通卡轉乘本線，次程可獲車資折扣優惠。
290X↔將軍澳區及九龍市區路線，次程可獲$4.2折扣優惠
- 290X任何方向 ←→ 2F、91M/91P、296M或298E任何方向
- 290X往康城站 → 29M任何方向、214往油塘
- 29M任何方向、214往長沙灣 → 290X往荃灣西站
- 290X任何方向 → 3C/3D/3M往慈雲山、91往清水灣、92往西貢、211往翠竹花園、213M往安泰或213S往安達
- 3C往中港碼頭、3D往觀塘、3M往彩雲、91往鑽石山站、92往鑽石山站、211往黃大仙站或213M/213S往藍田站 → 290X任何方向

290X↔新界市區路線，次程可獲$4.2折扣優惠
- 290X往荃灣西站 → 38、40(A)、40P、42C、74X/B/D/E/P、80、80X、83X、88、89、89B、89C、89D、89X或277X/277E/277A/277P往新界
- 38、40(A)、40P、42C、74X/C/D/E/P、80/80P、80X、83X/A、88、89、89B、89C、89D/89P、89X或277X/277E/277A/277P往九龍 → 290X往康城站

290X↔葵青及荃灣路線，次程可獲$4.2折扣優惠
- 290X往荃灣西站 → 30任何方向、31M往石籬、32M往象山、34M往灣景花園、36M往梨木樹、37M往葵盛、39M往荃威花園、41M往青衣碼頭、42M往長宏、43往長康、43A任何方向、43B往長青、234A/234B往浪翠園、235M往安蔭、238M往海濱花園或243M往美景花園
- 30任何方向、31M往葵芳站、32M往葵芳站、34M往荃灣站、36M往葵芳站、37M往葵興站、39M往荃灣站、41M往荃灣站、42M往愉景新城、43往荃灣西站、43A任何方向、43B往荃灣西站、234A/B往荃灣西站、235M往葵芳站、238M往荃灣站或243M往愉景新城 → 290X往康城站

290X↔屯門、元朗、天水圍及龍運路線，次程可獲$5折扣優惠
- 290X往荃灣西站 → 57M、58M、59M、60M、61M、66M、67M、61X、62X、258D/P、259D、268C/A、(2)69C、269P往屯門／元朗／天水圍、E31/E32A往東涌或E32往機場
- 290X往荃灣西站 → 265M或269M任何方向
- 57M、58M、59M、60M、61M、66M、67M、61X、62X、258D/A/P/S、259D、268C/A、(2)69C、269A、E31或E32/E32A往市區 → 290X往康城站
- 265M或269M任何方向 → 290X往康城站

290X↔57M/58M/59M/60M/61M/66M/67M/61X/62X/258D/259D可同時享用屯門公路轉車站轉乘優惠
290X↔69C/265M/268A/268C/269C/269A/269M/269P可同時享用大欖隧道轉乘優惠

## 使用車輛
本路線現時與290及290A線共用掛牌車，星期一至五固定用車2輛(其餘用車皆由290/290A抽調)，而星期六、日及公眾假期則固定用車7輛(字軌03, 11, 16, 17, 19, 23, 54全日行走290x，車務狀況需要除外)，情況類同(2)68X、73(A)及673與978系。
現時290、290A及290X線合共獲派30輛亞歷山大丹尼士Enviro 500 MMC（22輛12米ATENU及7輛12.8米3ATENU）、3輛富豪B9TL 12米（AVBWU）及7輛富豪B8L（1輛12米V6B及6輛12.8米V6X）雙層空調巴士行走。
| 車隊編號  | 車牌   |
| --------- | ------ |
| AVBWU153  | PX9118 |
| AVBWU182  | PY4859 |
| AVBWU251  | RH8025 |
| ATENU85   | SF3707 |
| ATENU601  | TM8255 |
| ATENU665  | TP3362 |
| ATENU671  | TP5332 |
| ATENU672  | TP6099 |
| ATENU821  | TV3510 |
| ATENU999  | UB8122 |
| ATENU1000 | UB8222 |
| 3ATENU91  | UE9290 |
| 3ATENU102 | UF4283 |
| 3ATENU108 | UF5597 |
| 3ATENU116 | UF7898 |
| 3ATENU148 | UJ1646 |
| ATENU1232 | UU2854 |
| ATENU1236 | UU4341 |
| ATENU1425 | VL4763 |
| ATENU1427 | VL5753 |
| ATENU1435 | VL6948 |
| ATENU1472 | VM5663 |
| ATENU1496 | VN2313 |
| ATENU1517 | VP8980 |
| ATENU1518 | VP9099 |
| ATENU1519 | VP9485 |
| ATENU1521 | VR 270 |
| ATENU1549 | VR4151 |
| 3ATENU195 | VR5799 |
| 3ATENU197 | VR6564 |
| ATENU1594 | VS4191 |
| V6X5      | WZ5159 |
| V6X13     | WZ7521 |
| V6X16     | XA2136 |
| V6X39     | XE2389 |
| V6X48     | XE 632 |
| V6X73     | XE2385 |
| V6B184    | XG2409 |

## 行車路線
290X
康城站開經：康城路、環保大道（南行）、駿日街、駿昇街、駿日街、環保大道（北行）、寶邑路、翠嶺路、景嶺路、調景嶺站公共運輸交匯處、景嶺路、唐明街、寶康路、寶琳北路、寶琳路、安秀道、清水灣道、新清水灣道、清水灣道、龍翔道、呈祥道、葵涌道、昌榮路迴旋處、青山公路（葵涌及荃灣段）及大河道。
- 特別班次不經斜體字路段

荃灣西站開經：大河道、青山公路（荃灣及葵涌段）、昌榮路迴旋處、葵涌道、呈祥道、龍翔道、清水灣道、新清水灣道、清水灣道、安秀道、寶琳路、寶琳北路、寶康路、唐明街、景嶺路、翠嶺路、寶邑路、環保大道（南行）、駿日街、駿昇街、駿日街、環保大道（北行）及康城路。
N290
荃灣西站開經：大河道、青山公路（荃灣及葵涌段）、昌榮路迴旋處、葵涌道、呈祥道、龍翔道、清水灣道、新清水灣道、順清街、順利邨道、順景街、利安道、順安道、秀茂坪道、秀明道、曉光街、秀茂坪道、寶琳路、寶琳北路、寶康路、寶豐路、欣景路、佳景路、寶琳北路、寶寧路、常寧路、重華路、培成路、銀澳路、昭信路、寶邑路、唐俊街、唐明街、景嶺路、翠嶺路、寶邑路、環保大道（南行）、駿日街、駿昇街、駿日街、環保大道（北行）及康城路。
康城站開經：康城路、環保大道（南行）、駿日街、駿昇街、駿日街、環保大道（北行）、寶邑路、翠嶺路、景嶺路、調景嶺站公共運輸交匯處、景嶺路、唐明街、唐俊街、寶邑路、昭信路、銀澳路、培成路、常寧路、寶寧路、寶琳北路、佳景路、欣景路、寶豐路、寶康路、寶琳北路、寶琳路、秀茂坪道、曉光街、秀明道、秀茂坪道、順安道、順天巴士總站、利安道、新清水灣道、清水灣道、龍翔道、呈祥道、葵涌道、昌榮路迴旋處、青山公路（葵涌及荃灣段）及大河道。

### 沿線車站
290X
| 康城站開 | 康城站開                         | 康城站開               | 荃灣西站開 | 荃灣西站開                   | 荃灣西站開             |
| 序號     | 車站名稱                         | 位置                   | 序號       | 車站名稱                     | 位置                   |
| -------- | -------------------------------- | ---------------------- | ---------- | ---------------------------- | ---------------------- |
| 1*       | 康城站巴士總站                   | 康城站公共運輸交匯處   | 1          | 荃灣西站巴士總站             | 荃灣西站公共運輸交匯處 |
| 2*       | 峻瀅                             | 環保大道               | 2          | 大河道                       | 大河道                 |
| 3*       | 日出康城領都                     | 環保大道               | 3          | 眾安街                       | 青山公路－荃灣段       |
| 4*       | 日出康城首都                     | 環保大道               | 4          | 大窩口轉車站－大窩口站（A1） | 青山公路－葵涌段       |
| 5*       | 百勝角                           | 環保大道               | 5          | 昌榮路迴旋處                 | 青山公路－葵涌段       |
| 6*       | 清水灣半島                       | 環保大道               | 6          | 葵涌道葵俊苑                 | 葵涌道                 |
| 7*       | 寶盈花園                         | 寶邑路                 | 7          | 新葵興花園                   | 葵涌道                 |
| 8*       | 將軍澳站                         | 寶邑路                 | 8          | 葵芳邨                       | 葵涌道                 |
| 9*       | 將軍澳中心                       | 寶邑路                 | 9          | 葵涌道荔景邨                 | 葵涌道                 |
| 10       | 調景嶺站                         | 調景嶺站公共運輸交匯處 | 10         | 畢架山花園                   | 龍翔道                 |
| 11       | 健明邨                           | 景嶺路                 | 11         | 豐力樓                       | 龍翔道                 |
| 12       | 唐明街公園                       | 唐明街                 | 12         | 黃大仙轉車站－黃大仙廟（B5） | 龍翔道                 |
| 13       | 怡心園                           | 寶康路                 | 13         | 牛池灣轉車站－牛池灣村（G2） | 龍翔道                 |
| 14       | 翠林邨                           | 寶琳北路               | 14         | 彩雲邨白虹樓                 | 新清水灣道             |
| 15       | 康盛花園                         | 寶琳北路               | 15         | 安泰邨                       | 安秀道                 |
| 16       | 馬游塘村                         | 寶琳路                 | 16         | 安達邨愛達樓                 | 安秀道                 |
| 17       | 安達邨仁達樓                     | 安秀道                 | 17         | 安達邨                       | 安秀道                 |
| 18       | 安達邨愛達樓                     | 安秀道                 | 18         | 安達臣道                     | 寶琳路                 |
| 19       | 安泰邨                           | 安秀道                 | 19         | 馬游塘村                     | 寶琳路                 |
| 20       | 彩雲邨白虹樓                     | 新清水灣道             | 20         | 茅湖仔                       | 寶琳路                 |
| 21       | 牛池灣轉車站－彩虹站（K7）       | 坪石公共運輸交匯處     | 21         | 康盛花園                     | 寶琳北路               |
| 22       | 牛池灣轉車站－彩虹邨紅萼樓（H2） | 龍翔道                 | 22         | 翠林邨                       | 寶琳北路               |
| 23       | 黃大仙轉車站－黃大仙廟（D1）     | 龍翔道                 | 23         | 富麗花園                     | 寶康路                 |
| 24       | 豐力樓                           | 龍翔道                 | 24         | 茵怡花園                     | 寶康路                 |
| 25       | 畢架山花園                       | 龍翔道                 | 25         | 香港單車館                   | 寶康路                 |
| 26       | 葵涌道荔景邨                     | 葵涌道                 | 26         | 唐明街公園                   | 唐明街                 |
| 27       | 葵芳廣場                         | 葵涌道                 | 27         | 彩明苑彩富閣                 | 景嶺路                 |
| 28       | 光輝圍                           | 葵涌道                 | 28         | 調景嶺站                     | 景嶺路                 |
| 29       | 健全街                           | 青山公路—葵涌段        | 29         | 將軍澳中心                   | 寶邑路                 |
| 30       | 大窩口轉車站－大窩口站（B2）     | 青山公路—葵涌段        | 30         | 將軍澳站                     | 寶邑路                 |
| 31       | 眾安街                           | 青山公路—荃灣段        | 31         | 將軍澳廣場                   | 寶邑路                 |
| 32       | 大河道                           | 大河道                 | 32         | 蓬萊路                       | 環保大道               |
| 33       | 荃灣西站巴士總站                 | 荃灣西站公共運輸交匯處 | ^          | 消防及救護學院               | 百勝角路               |
|          |                                  |                        | 33         | 百勝角                       | 環保大道               |
| 34       | 峻瀅                             |                        |            |                              | 環保大道               |
| 35       | MEGA Plus 數據中心               |                        |            |                              | 環保大道               |
| 36       | 日出康城領都                     |                        |            |                              | 環保大道               |
| 37       | 日出康城首都                     |                        |            |                              | 環保大道               |
| 38       | 康城站巴士總站                   | 康城站公共運輸交匯處   |            |                              |                        |

1. 星期一至五06:30及07:00由荃灣西站開出的班次加停有 ^ 號之車站

N290
| 荃灣西站開 | 荃灣西站開                   | 荃灣西站開             | 康城站開 | 康城站開                         | 康城站開               |
| 序號       | 車站名稱                     | 位置                   | 序號     | 車站名稱                         | 位置                   |
| ---------- | ---------------------------- | ---------------------- | -------- | -------------------------------- | ---------------------- |
| 1          | 荃灣西站巴士總站             | 荃灣西站公共運輸交匯處 | 1        | 康城站巴士總站                   | 康城站公共運輸交匯處   |
| 2          | 大河道                       | 大河道                 | 2        | 峻瀅                             | 環保大道               |
| 3          | 眾安街                       | 青山公路－荃灣段       | 3        | 日出康城領都                     | 環保大道               |
| 4          | 大窩口轉車站－大窩口站（A1） | 青山公路－葵涌段       | 4        | 日出康城首都                     | 環保大道               |
| 5          | 昌榮路迴旋處                 | 青山公路－葵涌段       | 5        | 百勝角                           | 環保大道               |
| 6          | 葵涌道葵俊苑                 | 葵涌道                 | 6        | 清水灣半島                       | 環保大道               |
| 7          | 新葵興花園                   | 葵涌道                 | 7        | 寶盈花園                         | 寶邑路                 |
| 8          | 葵芳邨                       | 葵涌道                 | 8        | 將軍澳站                         | 寶邑路                 |
| 9          | 葵涌道荔景邨                 | 葵涌道                 | 9        | 將軍澳中心                       | 寶邑路                 |
| 10         | 畢架山花園                   | 龍翔道                 | 10       | 調景嶺站                         | 調景嶺站公共運輸交匯處 |
| 11         | 豐力樓                       | 龍翔道                 | 11       | 健明邨                           | 景嶺路                 |
| 12         | 龍翔官立中學                 | 龍翔道                 | 12       | 唐明街公園                       | 唐明街                 |
| 13         | 黃大仙轉車站－黃大仙廟（B5） | 龍翔道                 | 13       | 將軍澳廣場                       | 寶邑路                 |
| 14         | 牛池灣轉車站－牛池灣村（H2） | 龍翔道                 | 14       | 銀澳路                           | 銀澳路                 |
| 15         | 彩雲邨白虹樓                 | 新清水灣道             | 15       | 培成路                           | 培成路                 |
| 16         | 基順學校                     | 新清水灣道             | 16       | 厚德邨                           | 寶寧路                 |
| 17         | 順利邨利康樓                 | 順利邨道               | 17       | 景林邨                           | 寶琳北路               |
| 18         | 順安邨安逸樓                 | 利安道                 | 18       | 欣景路                           | 欣景路                 |
| 19         | 順天邨天韻樓                 | 順安道                 | 19       | 梁潔華小學                       | 寶豐路                 |
| 20         | 秀茂坪邨秀樂樓               | 秀明道                 | 20       | 怡心園                           | 寶康路                 |
| 21         | 秀茂坪邨秀逸樓               | 秀明道                 | 21       | 翠林邨                           | 寶琳北路               |
| 22         | 秀茂坪邨秀安樓               | 秀明道                 | 22       | 康盛花園                         | 寶琳北路               |
| 23         | 上秀茂坪                     | 曉光街                 | 23       | 馬游塘村                         | 寶琳路                 |
| 24         | 寶達邨轉車站（N2）           | 寶琳路                 | 24       | 寶達邨轉車站（H2）               | 寶琳路                 |
| 25         | 安達臣道                     | 寶琳路                 | 25       | 上秀茂坪                         | 曉光街                 |
| 26         | 馬游塘村                     | 寶琳路                 | 26       | 秀茂坪邨秀明樓                   | 秀明道                 |
| 27         | 茅湖仔                       | 寶琳路                 | 27       | 秀茂坪邨秀富樓                   | 秀明道                 |
| 28         | 康盛花園                     | 寶琳北路               | 28       | 秀茂坪商場                       | 秀明道                 |
| 29         | 翠林邨                       | 寶琳北路               | 29       | 秀茂坪邨秀樂樓                   | 秀明道                 |
| 30         | 富麗花園                     | 寶康路                 | 30       | 順天邨                           | 順天巴士總站           |
| 31         | 寶林邨寶儉樓                 | 寶豐路                 | 31       | 順安邨                           | 利安道                 |
| 32         | 欣景路                       | 欣景路                 | 32       | 順利邨利業樓                     | 利安道                 |
| 33         | 景林邨                       | 寶琳北路               | 33       | 順利邨利樓                       | 利安道                 |
| 34         | 厚德邨                       | 寶寧路                 | 34       | 順利消防局                       | 利安道                 |
| 35         | 重華路                       | 重華路                 | 35       | 彩雲邨白虹樓                     | 新清水灣道             |
| 36         | 煜明苑                       | 銀澳路                 | 36       | 牛池灣轉車站－彩虹站（K7）       | 坪石公共運輸交匯處     |
| 37         | 寶盈花園                     | 寶邑路                 | 37       | 牛池灣轉車站－彩虹邨紅萼樓（H2） | 龍翔道                 |
| 38         | 將軍澳站                     | 唐俊街                 | 38       | 鑽石山站                         | 龍翔道                 |
| 39         | 唐明街公園                   | 唐明街                 | 39       | 黃大仙轉車站－黃大仙廟（D1）     | 龍翔道                 |
| 40         | 彩明苑彩富閣                 | 景嶺路                 | 40       | 永光書院                         | 龍翔道                 |
| 41         | 調景嶺站                     | 景嶺路                 | 41       | 豐力樓                           | 龍翔道                 |
| 42         | 將軍澳中心                   | 寶邑路                 | 42       | 畢架山花園                       | 龍翔道                 |
| 43         | 將軍澳站                     | 寶邑路                 | 43       | 葵涌道荔景邨                     | 葵涌道                 |
| 44         | 將軍澳廣場                   | 寶邑路                 | 44       | 葵芳廣場                         | 葵涌道                 |
| 45         | 蓬萊路                       | 環保大道               | 45       | 光輝圍                           | 葵涌道                 |
| 46         | 百勝角                       | 環保大道               | 46       | 健全街                           | 青山公路—葵涌段        |
| 47         | 峻瀅                         | 環保大道               | 47       | 大窩口轉車站－大窩口站（B2）     | 青山公路—葵涌段        |
| 48         | MEGA Plus 數據中心           | 環保大道               | 48       | 眾安街                           | 青山公路—荃灣段        |
| 49         | 日出康城領都                 | 環保大道               | 49       | 大河道                           | 大河道                 |
| 50         | 日出康城首都                 | 環保大道               | 50       | 荃灣西站巴士總站                 | 荃灣西站公共運輸交匯處 |
| 51         | 康城站巴士總站               | 康城站公共運輸交匯處   |          |                                  |                        |

## 使用狀況
290X線為日出康城居民提供直接來往葵涌及荃灣的服務。本線於2017年6月19日起改經安秀道，運輸署及巴士公司更於2018-2019年度巴士路線計劃中建議本線提升至全日服務，而此路線正式最終在2018年12月22日落實此安排。惟對將軍澳市中心居民而言，繞經安秀道走線比主線290迂迴，車程冗長，建議路線進一步削減站數。
290線之深宵版本N290平均載客率由2019年的大約20%上升至2020年的大約30%，亦有區議員要求此線提升至全晚服務。運輸署在2021-22年度巴士路線計劃中，提出增設每日清晨時段日出康城往荃灣西站的班次，最終於2021年10月25日實施。由此可見，荃灣前往將軍澳一帶在深宵仍有一定需求。

## 相關事件
2021年11月2日早上約7時30分，一輛行走本線往荃灣西方向的九巴於寶琳路近寶達邨往秀茂坪方向行駛期間，懷疑橫越雙白線逆線行車。當時巴士逆線行走約70米，未有釀成意外，亦沒有人受傷。警方以涉嫌危險駕駛向涉事的60歲男車長張廣海發出定額罰款通知書，表示涉案巴士車長駕駛有關路線近三年，相信他熟悉路線，由於當時路面擠塞，貪圖一時方便而橫越雙白線逆線行車。九巴高度關注事件，指涉案巴士車長嚴重違反公司安全守則，經內部調查後已即時解僱車長，強調決不容忍任何危險駕駛行為。

## 外部連結
- 九巴官方路線資料：290X
- 九巴官方路線資料：N290
- 香港巴士大典上的相关条目：九巴290X線
- 香港巴士大典上的相关条目：九巴N290線